# Back River (vattendrag i Australien, New South Wales)
Back River är ett vattendrag i Australien. Det ligger i delstaten New South Wales, i den sydöstra delen av landet, omkring 260 kilometer norr om delstatshuvudstaden Sydney.
I omgivningarna runt Back River växer i huvudsak städsegrön lövskog. Runt Back River är det mycket glesbefolkat, med 2 invånare per kvadratkilometer. Genomsnittlig årsnederbörd är 1 277 millimeter. Den regnigaste månaden är februari, med i genomsnitt 228 mm nederbörd, och den torraste är oktober, med 30 mm nederbörd.